# Dissektion (Arterie)
Die Dissektion einer Arterie ist eine Aufspaltung der Wandschichten einer Schlagader. Meist handelt es sich um einen Einriss der inneren Schicht der Gefäßwand (Tunica intima), so dass Blut zwischen die innere und die mittlere Schicht (Tunica media) eindringt und ein falsches Gefäßlumen ausbildet. Der Begriff kommt von lateinisch dissecare ‚zerschneiden‘. In der Folge einer Dissektion kann es zu einer Gefäßruptur oder zum Gefäßverschluss kommen.

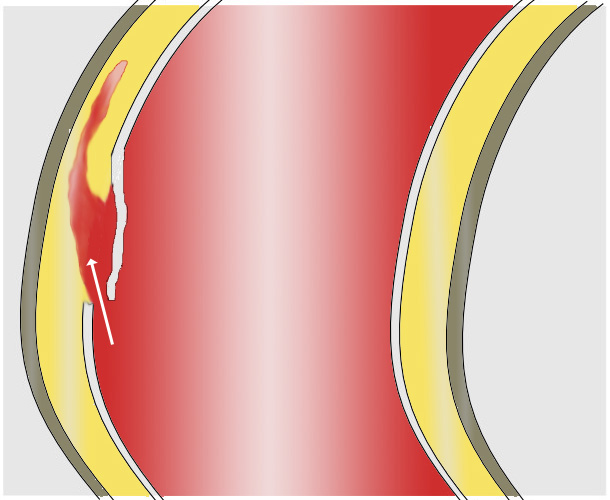
Schematische Darstellung einer Dissektion

Beispiele sind Aortendissektion, Carotisdissektion, Koronararteriendissektion, Vertrebralarteriendissektion.
Als Risikofaktoren für eine Arteriendissektion werden angesehen:
- Arterielle Hypertonie
- Arteriosklerose
- plötzliche Blutdrucksteigerung durch körperliche Belastung
- Bindegewebserkrankungen wie Marfan-Syndrom oder Ehlers-Danlos-Syndrom
- bestehende Aneurysmata
- Vaskulitis
- Angiografie mit Katheter

Bei einer retrograden Arteriographie meist von der Leiste aus kann es iatrogen zu einer retrograden Dissektion kommen, die sich nach Entfernen des Katheters in aller Regel spontan wieder schließt.
Antegrade Dissektionen können sich durch den arteriellen Puls ausdehnen und zum Verschluss des Gefäßes führen.